# Бајани
Бајани (слч. Bajany) су насељено мјесто са административним статусом сеоске општине (слч. obec) у округу Михаловце, у Кошичком крају, Словачка Република.

## Становништво
| Година:    | 1994. | 2004.   | 2014.   | 2024.   |
| ---------- | ----- | ------- | ------- | ------- |
| Број људи: | 507   | 495     | 481     | 438     |
| Разлика:   |       | -2,36 % | -2,82 % | -8,93 % |

| Година:    | 2023. | 2024.   |
| ---------- | ----- | ------- |
| Број људи: | 443   | 438     |
| Разлика:   |       | -1,12 % |

Према подацима о броју становника из 2011. године насеље је имало 487 становника.